# 卡普廖洛
卡普廖洛（義大利語：Capriolo），是意大利布雷西亚省的一个市镇。总面积10.65平方公里，人口9143人，人口密度每平方公里858.5人（2009年）。国家统计（ISTAT）代码为017038。